# HD 116243
HD 116243, eller m Centauri, är en gul ljusstark jätte i stjärnbilden Kentauren.
Stjärnan har visuell magnitud +4,52 och är synlig för blotta ögat vid någorlunda god seeing.. Den befinner sig på ett avstånd av ungefär 260 ljusår.